# Mikhàltxugovo
Mikhàltxugovo (en rus: Михальчугово) és un poble de l'óblast de Vladímir, a Rússia, segons el cens del 2012 tenia 3 habitants. Pertany al districte municipal de Múrom.